# Báft megye

Kermán tartomány megyéinek elhelyezkedése

Báft megye (perzsául: شهرستان بافت) Irán Kermán tartományának nyugati megyéje az ország középső, délkeleti részén. Délnyugaton és nyugaton Fársz tartomány, északnyugatról Szirdzsán megye, keletről Rábor megye, délkeletről Dzsiroft megye és délről Arzuije megye határolják. Székhelye a 35 000
fős Báft városa. Összesen két város tartozik a megyéhez: Báft, a megye székhelye, illetve Bezendzsán. A megye lakossága 138 847 fő. A megye egy kerületet foglal magába, amely a Központi kerület.

## Fordítás
- Ez a szócikk részben vagy egészben  a   Baft County című angol Wikipédia-szócikk ezen változatának fordításán alapul.  Az eredeti cikk szerkesztőit annak laptörténete sorolja fel. Ez a jelzés csupán a megfogalmazás eredetét és a szerzői jogokat jelzi, nem szolgál a cikkben szereplő információk forrásmegjelöléseként.